# إيفابرادين
إيفابرادين (بالإنجليزية: Ivabradine) هو دواء يستخدم لمعالجة أعراض الذبحة الصدرية المستقرة. يتم تسويقه تحت الاسم التجاري بروكورلان (إيفابرادين)، وكورلان (إيفابرادين) في الهند، وأستراليا، أو كما هو الحال في إيطاليا Corlentor ، وكان يعرف أيضا باسم S - 16257 أثناء تطويره. يقوم الايفابرادين بخفض معدل ضربات القلب في آلية مختلفة من حاصرات بيتا وحاصرات الكالسيوم، وهما اثنين من العقاقير التي توصف عادة مضاد الذبحة. ويُصنف على أنه عامل مقوي القلب (cardiotonic agent).

## الاستخدامات الطبية
تمت الموافقة على استخدام ايفابرادين من قبل وكالة الأدوية الأوروبية في عام 2005. وهو عقار دوائي يُستخدم لمعالجة أعراض الذبحة الصدرية المزمنة المستقرة في المرضى الذين لديهم نظم قلبي طبيعي، الذين لديهم مضاد استطباب أو عدم تحمل حاصرات بيتا الدوائية. ويُستخدم أيضاً مع حاصرات بيتا الدوائية مع جرعة بيتا ومعدل ضربات القلب أعلى من 60 نبضة في الدقيقة.
وقد تبين لها أن تكون أدنى من غير حاصر مستقبلات بيتا أتينولول لهذا المؤشر والأملوديبين.
وبصرف النظر عن الذبحة الصدرية، يمكن استخدام هذا العقار في علاج عدم انتظام دقات القلب الجيبي غير المناسبة.
إن إضافة الافابرادين في معالجة قصور القلب يقلل خطر الوفاة أو قصور القلب في المستشفى.

## مضادات الاستطباب
متلازمة العقدة الجيبية المريضة، ولا يمكن استخدامه مع مثبطات CYP3A4 مثل مضادات الفطريات آزول (azole) (مثل الكيتوكونازول)، والمضادات الحيوية من الصنف الدوائي ماكروليد، نيفازودون (nefazodone) والعقاقير المضادة لفيروس نقص المناعة البشرية (الأيدز) وريتونافير (ritonavir)، ونلفينافير (nelfinavir).

## الأثار الضارة
14.5 ٪ من جميع المرضى الذين تناولوا عقار الايفابرادين مروا بتجربة ظاهرة لومينوس (luminous phenomena) (كما هو موضح من قبل المرضى : الإحساس بسطوع معزز في حقل الرؤية). والسبب على الارجح هو لانسداد قنوات ايون انا ح في الشبكية والتي تشبه إلى حد بعيد قنوات القلب. هذه الأعراض تكون خفيفة، عابرة، وعكوسة وغير حادة. في الدراسات السريرية حوالي 1 ٪ من جميع المرضى لم يستطيعوا اكمال المعالجة بهذا العقار بسبب هذه الأحاسيس التي وقعت في 40 يوما في المتوسط بعد بدء العلاج به.
بطء القلب (بطء معدل ضربات القلب بشكل غير عادي) ويحدث في 2 ٪ و(5 ٪ لجرعة من 7.5 ملغ و 10 ملغ على التوالي (مقابل 4.3 ٪ في أتينولول). 2,6-4,8 ٪ عانوا من الصداع. ردود فعل أخرى حدثت بنسبة 1-10 ٪ من المرضى) وتشمل حصار القلب من الدرجة الأولى(first-degree AV block), خوارج انقباض بطينية (ventricular extrasystoles), دوار و/أو عدم وضوح الرؤية (blurred vision).

## التجارب السريرية
مرض الشريان التاجي (الاكليلي) :
وقد أظهرت الدراسة الجميلة (BEAUTIFUL study) بأن مرضى القلب الأكليلين مع معدل ضربات القلب أكثر من 70 نبضة في الدقيقة، عند تطبيق الايفابرادين فإنه يقلل بشكل ملحوظ من خطر :
- الحوادث التاجية بنسبة 22 ٪ (P = 0.023)
- احتشاء عضلة القلب المميتة وغير المميتة بنسبة 36 ٪ (P = 0.001)
- عودة التروية الدموية التاجية بنسبة 30 ٪ (P = 0.016).

قصور القلب المزمن :
في دراسة النقل (SHIFT study) فقد أظهر الايفابرادين انخفاض كبير في خطر نقطة النهاية المركب الرئيسي للمستشفى للعلاج من تفاقم فشل القلب أو موت القلب والأوعية الدموية بنسبة 18 ٪ (P <0.0001) مقارنة مع الدواء الوهمي على رأس العلاج الأمثل. وقد لوحظت هذه الفوائد بعد 3 أشهر من العلاج. SHIFT أظهرت أيضا أن إدارة ivabradine لمرضى فشل القلب خفضت بشكل كبير من مخاطر الوفاة من جراء قصور في القلب بنسبة 26 ٪ (P = 0.014)، ومستشفى للعلاج من قصور في القلب بنسبة 26 ٪ (P <0.0001). ولوحظ التحسن الذي طرأ على نتائج في جميع المجموعات الفرعية المحددة مسبقا : الإناث والذكور، مع أو بدون حاصرات بيتا في العشوائية، والمرضى دون وفوق 65 سنة من العمر، مع قصور في القلب من المسببات الدماغية أو غير الدماغية، NYHA من الدرجة الثانية أو الدرجة الثالثة والرابع، مع أو من دون مرض السكري وارتفاع ضغط الدم مع أو بدون.

## وصلات خارجية
- الموقع الرسمي
- موقع الشركة المصنعة
- بروكورالان في بريطانيا
- الدراسة الجميلة
- دراسة نقل